# Alfred Maseng
Alfred Maseng Nalo, mort le 18 novembre 2004, est un homme d'État vanuatais, membre de l'Union des Partis modérés.

## Biographie
Président du Parlement de Vanuatu de 1991 à 1995, Alfred Maseng exerce les fonctions de président de la République par intérim après la fin du mandat de Fred Timakata le 30 janvier 1994 et le demeure jusqu'au 2 mars suivant, date de l'élection de Jean-Marie Léyé à la présidence. Maseng occupe le poste de ministre des Affaires étrangères de 1995 à 1996. 
Maseng se présente à l'élection présidentielle d'avril 2004 devant le collège électoral composé des députés et des présidents des îles. Parmi les 32 candidats, Alfred Maseng et Kalkot Matas Kelekele se détachent. Au quatrième tour de scrutin, Maseng l'emporte avec 41 voix contre 16. Mais le 11 mai, la Cour suprême invalide l'élection puisque Maseng, condamné pour corruption passive, ne pouvait être élu au titre d'un article constitutionnel qui interdit à tout condamné de devenir président.